# Аннунітум
Аннунітум (також Anunītu) — месопотамська богиня, асоційована з війною. Спочатку це було епітетом Іштар з Аккаду, що підкреслювало її войовничий аспект, але до кінця третього тисячоліття до н. е. Аннунітум стала самостійним божеством. Вона була покровителькою
міст Аккад та Сіппар-Амнанум, хоча її культ поширювався і в інших регіонах Месопотамії.

## Етимологія і написання імені
Ім'я Аннунітум зафіксоване в клинописних текстах починаючи з періоду Стародавнього Аккаду і зазвичай писалося як «ан-нуні-тум». Починаючи з періоду Старовавилонського царства, перед цим ім'ям додавали «божественний детермінатив» (DINGIR). У першому тисячолітті до н. е. стандартним стало написання «а-ну-ні-тум». Вважається, що ім'я Аннунітум походить від кореня 'nn, що означає «войовничий», і може перекладатися як «воїн» або «бойова». Етимологічні зв'язки з іншими подібними теонімами, такими як Ану, Анту та Анунна, виключені.

## Культ і поширення
Аннунітум була головним божеством у містах Аккад та Сіппар-Амнанум. У Вавилоні їй був присвячений храм Е-саггашарра («головний дім всесвіту»), який продовжував функціонувати протягом першого тисячоліття до н. е. У період Ур III її святилище існувало поблизу Ереша, хоча воно перестало функціонувати в третьому десятилітті правління Шульгі. Аннунітум також шанували в Ніппурі, Ісіні та Кісуррі. В Ісіні за правління Ішме-Дагана її ім'я згадується в контексті призначення жриці Тарам-пала-мігріша. У Кісуррі цар Ітур-Шамаш побудував храм на її честь. У період Старовавилонського царства Аннунітум також шанували в Мальгіумі.

### Поза межами Месопотамії
На печатці царя Зардаму з Карахара (період Ур III) Аннунітум згадується як його мати. Еламський цар Атта-хушу з династії Суккальмах присвятив їй храм у Сузах. Тексти з Сузи того ж періоду згадують про існування жреців, які служили Аннунітум, а також містять теофорні імена, що включають її ім'я.
Аннунітум є прикладом того, як у месопотамській релігії епітети головних божеств могли перетворюватися на окремі божества з власними культами та храмами.